# Nils Bejerot
Nils Johan Artur Bejerot, född 21 september 1921 i Adolf Fredriks församling i Stockholm, död 29 november 1988 i Västerleds församling i Stockholms kommun, var en svensk psykiater och forskare. Bejerot har kommit att kallats den "svenska narkotikapolitikens fader". 

## Biografi
Bejerot bedrev en omfattande föreläsningsverksamhet över hela landet. Han debatterade intensivt för nolltolerans mot narkotika och publicerade 600 uppsatser och debattartiklar samt ett tiotal böcker i ämnet. Totalt hade han över 100 000 deltagare på sina tvådagarskurser. Under många år föreläste Bejerot vid polisskolan (sedermera Polishögskolan) om bland annat drogmissbruk, psykiska störningar och förhandlingsteknik. Han utbildade så gott som alla Sveriges poliser, vilket tillsammans med hans dagliga insatser som psykiater, gav honom epitetet "polisläkaren".

### Uppväxt
Nils Bejerot växte upp i Norrtälje under ordnade förhållanden med en far som var banktjänsteman, och flyttade under tonåren med familjen till Uppsala. Han var som barn engagerad i scouterna, en tummelplats för alla sociala klasser och den första miljörörelsen, som han i efterhand beskrivit i positiva ordalag.
I skolan var han inte framstående, utan betraktades som bråkig. Vid femton års ålder fick Bejerot lungblödningar och lades in på Uttrans sanatorium i två omgångar för tuberkulos. Där träffade han intressanta människor, återfick läslusten och läste under de tre år han var inlagd in hela realskoleexamen genom Hermods korrespondenskurser.

### Studier
Bejerot började studera medicin vid Karolinska institutet i januari 1947. Sedan ungdomsåren var Bejerot aktiv medlem i Sveriges kommunistiska parti (SKP) samt i Clarté och Socialistiska Läkare, en organisation han också var sekreterare för en tid. I sin första bok Barn – Serier – Samhälle (1954) debatterade Bejerot för att dåtidens serietidningar innebar ett mentalhygieniskt samhällsproblem, och profilerade sig som en företrädare inom seriedebatten i Sverige.
Efter kontroverser inom SKP i samband med Sovjetunionens invasion av Ungern 1956 lämnade Bejerot sitt vänsterpolitiska engagemang för att tillbringa mer tid med studierna. Till skillnad från många andra av emigranterna från SKP gick han aldrig vidare till SAP, inte så mycket för att han inte sympatiserade med dess politik som att han hoppades att han kunde påverka mer och friare om han verkade självständigt. I efterhand har han också gett uttryck för att han helt enkelt ville "testa om systemet tillät att man tog sig fram utan att först ha inhandlat ett avlatsbrev". Bejerot avlade läkarexamen 1957, och fullgjorde specialistutbildning inom psykiatri 1957–1962 vid Södersjukhuset och Sankt Görans sjukhus i Stockholm.

### Läkarkarriär
År 1962 började Bejerot arbeta som socialläkare i Stockholm. Han hade då redan viss erfarenhet, då han 1954 var vikarierande läkare vid barnavårdsnämnden i Stockholm. Där kom han av en tillfällighet att bli den förste att diagnostisera intravenöst narkotikamissbruk i Europa, och från 1958 hade han varit psykiatrisk konsult vid Stockholms polisdistrikt. 1965 blev han konsultläkare vid allmänna häktet i Stockholm.
1963 studerande han, på ett stipendium från WHO, epidemiologi och medicinsk statistik vid London School of Hygiene and Tropical Medicine.

### Insatser mot narkotika

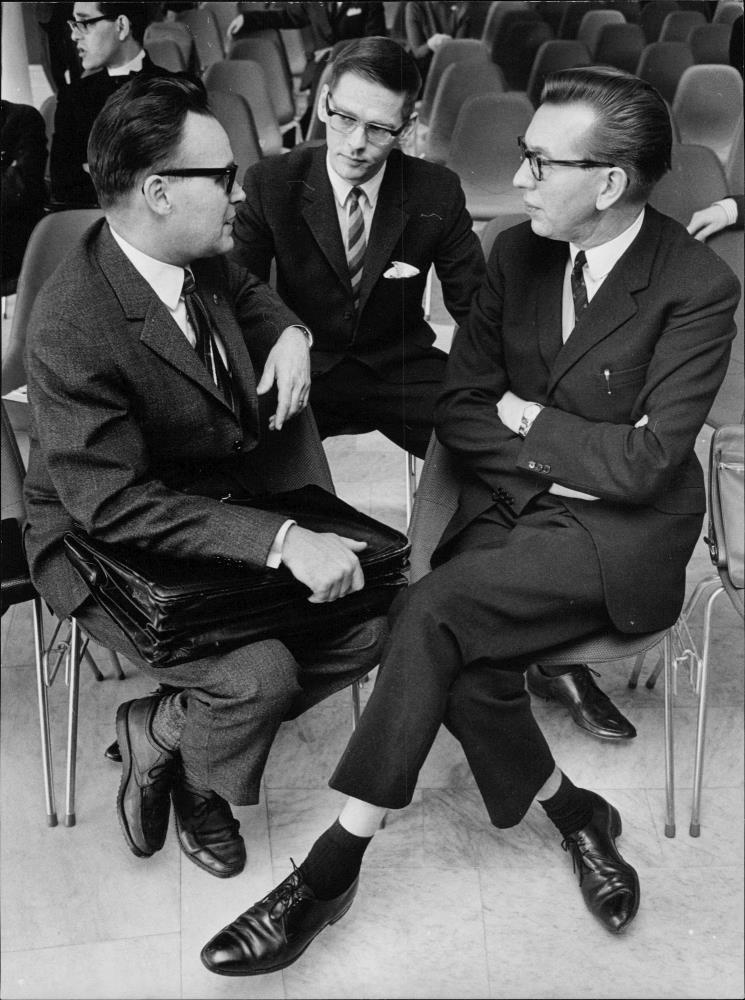
Nils Bejerot (t.h.) på en konferens om narkotika och alkohol 1967, med tf professor Kjell Bjerver och riksdagsman Ola Ullsten.

Vid 1960-talets mitt började Bejerot engagera sig för krafttag mot den då snabbt växande narkotikaanvändningen. Bejerot bidrog kraftigt till att Polisens insatser mot illegal narkotikaverksamhet gavs mycket högre prioritet. Han följde utvecklingen av intravenöst missbruk genom att föra statistik över antal häktade med stickmärken från sprutor. Polisen uppmärksammade att narkotika i hög grad fanns med i bilden när det gällde grövre brottslighet. Antalet anhållna för illegal droghandel ökade kraftigt, från 189 anhållna år 1965 till 1546 anhållna år 1968 och 2930 anhållna år 1969. 1969 utökades antalet befattningshavare vid Rikspolisstyrelsens narkotikakommission till 90 tjänster. I polisdistrikten avdelades särskild personal för narkotikabrott, speciellt under första halvåret 1969. Detta bröt den trend som då funnits i flera år med 10 % per år stegring av kriminaliteten.
Bejerot följde noga försöket med legalförskrivning av narkotika i Stockholm, undersökningar som bildade grund för hans tes om den epidemiska drogspridningen. Han protesterade mot försöket genom att skriva artiklar och böcker och hävdade att försöket stred mot beprövad erfarenhet från andra länder. Begreppet epidemisk var troligen inspirerat av den samtida debatten i Storbritannien där en stor statlig utredning, Brain-rapporten (1965), beskrev narkomani som ett socialt smittsamt tillstånd och rekommenderade att personer som var beroende av heroin skulle behandlas vid särskilda center där de under en tid hölls isolerade från resten av samhället. Bejerots goda kontakter med den engelska debatten om narkotika underlättades av att hans hustru Carol Bejerot var engelskspråkig, och hon var en viktig medhjälpare i hans forskning.
År 1969, i samband med skandalerna kring legalförskrivningsprogrammet, tog Bejerot initiativet till bildandet av Riksförbundet Narkotikafritt Samhälle, RNS.
År 1972 använder regeringen Bejerots undersökningar som ett av motiven för höjning av maximistraffen för grovt narkotikabrott och grov varusmuggling.
År 1974 disputerade han vid Karolinska institutet på avhandlingen "Narkotikamissbruk och narkotikapolitik". Han blev docent 1975 och erhöll professors namn 1979 av den borgerliga regeringen för sina insatser.
Vid Svenska Carnegieinstitutets grundande 1982 utsågs han till chef för dess vetenskapliga verksamhet och var kvar i den rollen fram till sin död 1988.
Nils Bejerot blev med åren känd som en partipolitiskt obunden men mycket inflytelserik opinionsbildare inom narkotika- och socialpolitik genom sina många böcker, kurser och föredrag. Han var dessutom under delar av 1980-talet krönikör i FiB/Kulturfront. 

### Det misslyckade experimentet med legal förskrivning av amfetamin
Narkotikabruk förekom i Sverige redan innan andra världskriget. Emellertid var bruket tidigare begränsat till vissa kretsar av bohemiska konstnärer, författare och jazzmusiker i storstäderna, främst Stockholm, vilka använde bland annat morfin, amfetamin eller cannabis. Någon gång på slutet av 1940-talet till början av 1950-talet ökade amfetaminbruket i dessa kretsar, och injektionsbruk av en lösning av amfetamin och vatten blev vanligare. Från bohemerna spred sig vanan till kriminella under början av 1950-talet och 1954 diagnostiserade och medicinskt dokumenterade Nils Bejerot det första fallet av det han kom att kalla "epidemiskt missbruk" när han som vikarierade socialläkare på barnavårdsnämnden kom i kontakt med en 15-årig flicka med amfetaminpsykos. Fram till slutet av 1950-talet var dock förekomsten ganska beskedlig, och när den då började öka mot början av 1960-talet stod myndigheterna handfallna. Erfarenheterna av amfetaminanvändning var över huvud taget begränsade eftersom fenomenet var nytt i hela Europa, och erfarenheterna av kampen mot 1800-talets opiummissbruk (som inte ägde rum i Sverige) hade till stor del fallit i glömska. Det stod klart att narkotikamissbruk drev kriminalitet och var hälsovådligt för missbrukarna själva och efter debatt under våren 1965 startade ett legalförskrivningsprojekt i Stockholm ur några läkares praktik. Tanken var att läkare skulle få rätt att skriva ut narkotika på recept till kroniska missbrukare i syfte att minska deras kriminalitet och dödligheten bland dem.
Bejerot, som vid det här laget var en av landets mest informerade läkare på området, engagerade sig därefter i den narkotikapolitiska debatten som han såg som tendentiös och präglad av "år av ensidigt knarkliberal missinformation i radio-TV och en rad stora dagstidningar.". Det fanns uppfattningar om att missbruk är en följd av sociala och ekonomiska omständigheter och således därför borde lösas genom sociala och ekonomiska åtgärder. Bejerot angrep detta socialt inriktade synsätt och formulerade en teori inspirerad av driftteori och epidemiologiska modeller som byggde på att narkotikabruk spred sig genom sociala kontakter på ett snarlikt sätt som smittsamma sjukdomar i övrigt : "... narkomani av epidemisk typ är en höggradigt smittsam sjukdom bland särskilt mottagliga". 
"Ingen debutant lär sig den avancerade intravenösa injektionstekniken utan att en annan missbrukare introducerar honom i den; det är alltså fråga om "kontaktsmitta" i en ny bemärkelse"(Bejerot 1969) Den epidemiska typen av missbruk orsakas enligt Bejerot inte primärt av sociala eller ekonomiska missförhållanden, utan beror på drogernas effekter på drogbrukaren, den förmodade inledande njutningen och tillvänjning vid fortsatt bruk. Bejerot var inte först med att beskriva drogmissbruk som ett smittsamt tillstånd, så gjordes också i den samtida debatten i Storbritannien.
Den epidemiska narkomanin hade en rad karakteristika som enligt Bejerot skiljde den från andra former. De viktigaste av dessa egenskaper var enligt Bejerot: Snabb spridning, historisk avgränsning, geografisk avgränsning, etnisk avgränsning, åldersmässig avgränsning, kotteri-, grupp- och klientelavgränsning, modekänslighet för preparattyp och modekänslighet för administrationssätt. "I vissa fall fördjupas ett epidemiskt missbruk, slår fast rot och blir stationärt; det ändrar då så småningom karaktär både till klientel och legal status och blir endemiskt."(Bejerot, 1969) (Med endemiskt menade Bejerot ett mer spritt missbruk som efter ett antal år har fått en viss social acceptans i delar samhället.)
Farhågorna var att antalet sprutnarkomaner skulle fortsätta öka och spridas till andra delar av Sverige om några motåtgärder inte sattes in.. Bejerot lanserade i sin bok också ett program för motåtgärder i 5 punkter. Enligt Bejerot fanns det därutöver andra missbrukargrupper, däribland en liten grupp med terapeutiskt missbruk som blivit beroende genom att de inom sjukvården behandlats med beroendeskapande medel. Risken för att dessa missbrukare skulle sprida sitt missbruk till andra bedömde Bejerot som liten och de kunde därför behandlas på ett annat sätt.
Legalförskrivningsprojektet såg han som stridande mot vetenskap och beprövad erfarenhet inom narkotikaområdet. Genom att förse narkomaner med narkotika förväntade han att spridningen snarare skulle accelerera. Bejerot lät som polisläkare polissköterskorna räkna antalet gripna med injektionshål och drog utifrån detta slutsatserna till sin doktorsavhandling. Den epidemiska modellen för drogers spridning, som Bejerot i sin tur lånat från den engelska socialpolitiska debatten på 1960-talet, kritiserades hårt när han framförde den av vissa sociologer. Kritikerna hävdade att Bejerots studier inte följde de vetenskapliga tillvägagångssätt som epidemiologiska studier vanligen gör, med jämförelser med andra delar av befolkningen , dels för att resultatet bygger på polisstatistik, som i sin tur inte nödvändigtvis speglar den verkliga kriminaliteten, och lika väl kan spegla polisens prioriteringar och enskilda polismäns personliga preferenser. Framför allt kritiserades Bejerot för vissa av sina förslag till åtgärder, skärpta straff för narkotikabrott och tvångsomhändertagande av de mest "smittsamma" narkomanerna, och för följande påståenden:
"I samband med en stor aktion, som den svenska polisen i början av 1969 inledde mot den illegala narkotikahandeln, bromsades epidemin upp. Fortlöpande socialmedicinska undersökningar visar att antalet debutanter i intravenöst missbruk under 1969 var avsevärt lägre än under de föregående åren....Under försöket med en liberal narkotikapolitik och en omfattande förskrivning av narkotika till missbrukare (från våren 1965 till våren 1967) blev fördubblingstiden enligt en omfattande stickmärkesundersökning bland stockholmspolisens arrestanter väsentligt kortare än tidigare (Bejerot 1975)".
Enligt kritikerna hamnar förändringen av ökningstakten för antalet sprutnarkomaner under legalförskrivningen 1965–1967 innanför den statistiska felmarginalen när Bejerots grunddata kompletterats med statistik från några år längre in på 1970-talet, och dessutom började antalet sprutnarkomaner minska innan effekten av de hårdare motåtgärderna kunde ha vunnit kraft.
Även Bejerot tillstod att ökningstakten avtog under några år i början på 1970-talet, men han såg den sjunkande ökningstakten som effekt av flera olika motåtgärder från samhället sida: Successivt skärpta straff för innehav och försäljning av narkotika, fler narkotikapoliser, fler gripna och åtalade för narkotikabrott samt gripandet av Karl Pauksch år 1973, som var ansvarig för en betydande del av smugglingen av amfetamin till Sverige i början på 1970-talet. Bejerot hade själv genom sina böcker, artiklar, med mera  bidragit till att dessa motåtgärder genomfördes.
Andra tycker att begreppet epidemiskt är olyckligt då liknelsen med narkomani som en smittsam sjukdom som inte tar hänsyn till den enskildes fria vilja, de sociala förhållanden som utgör en grogrund för drogmissbruk. Kritikerna av smittspridningsteorin hävdar att den leder till felaktiga slutsatser om vilka motåtgärder som är mest verkningsfulla. Även om teorin är intuitivt tilltalande för den som betraktar narkotikabruk som en sjukdom, så föredrar många drogforskare begreppet diffusion för att beskriva spridning av beteenden, varor och föreställningars inom och mellan kulturer. Antagandet där är att beteenden sprider sig långsamt inom en liten grupp pionjärer, för att sedan snabbt sprida sig i samhället. Ökningen avtar efter en mättnadsnivå och därefter är spridningen stabil med endast små förändringar över tid. Att ökningstakten för en viss typ av drogmissbruk kan följa en sådan s-formad kurva över tiden var Bejerot väl medveten om. 
Bejerots doktorsavhandling år 1974 var en efterhandsutvärdering av legalförskrivningsprojektet. Avhandlingen och disputationen medförde att Bejerot blev medicine doktor. Avhandlingen väckte viss uppmärksamhet och dess vetenskapliga metod kritiserades i mycket hårda ordalag av främst vissa sociologer som  betecknade det som "kvasivetenskap". (Bejerot var å sin sida mycket kritisk mot delar av den sociologi, inspirerad av förebilder i USA, som vid den tiden lärdes ut vid landets socialhögskolor)  Andra gav Bejerot mycket beröm för hans arbete. En av dem som varit kritiska är professorn i socialt arbete Sune Sunesson som hävdat att avhandlingen saknar "varje skymt av godtagbar forskningsmetod". Samma typ av kritik framfördes i osedvanligt hårda ordalag redan i samband med disputationen men avhandlingen godkändes trots kritiken av betygsnämnden och fakulteten beviljade efteråt Bejerot docentkompetens,  det vill säga Bejerot ansågs uppfylla de vetenskapliga kvalifikationerna för att handleda doktorander. Att få docentkompetens innebar att avhandlingen bedömdes vara godkänd med överbetyg.

### Bejerot om faktorer som ökar risken för missbruk
Innan Bejerot började delta i debatten om narkotika var den dominerade uppfattningen i Sverige att missbruk av narkotika var ett privat hälsoproblem och att åtgärderna borde inriktas mot langarna. Bejerot vände på detta och framhöll snarare vikten av åtgärder mot efterfrågan på narkotika, mot missbrukarna och spridningen av missbruket till nya personer. Åtgärder som enbart riktades sig mot langarna ansåg han vara ineffektiva.
Han opponerade sig också mot arbetslöshet och dålig privat ekonomi som förklaring till ökad användning av narkotika, vissa av hans samtida debattörer påstod detta. Bejerot påpekade att alkoholmissbruket på 1930-talet varit jämförelsevis begränsat i Sverige trots hög arbetslöshet och ekonomisk kris. I polemik med det som på den tiden lärdes ut på till exempel socialhögskolan framhöll han att det inte fordras någon störd personlighet eller några bakomliggande sociala problem för att en individ skall utveckla ett giftberoende. Det räcker i princip med att vissa ämnen tillförs kroppen i tillräcklig mängd under tillräckligt lång tid. Tiden är olika för olika substanser, från några veckor eller till och med kortare vid kontinuerligt missbruk av heroin till 5–10 års vid intensivt missbrukande av alkohol i medelåldern.
Nils Bejerot betonade istället fem andra faktorer som orsaker som ökar risken för individen och för att en missbruksepidemi kan bryta ut.
- Tillgång till tid
- Tillgång till pengar
- Tillgång till drogen
- Exempel på användning av drogen i den omedelbara omgivningen
- En tillåtande ideologi i samhället i förhållande till drogen, exempelvis för användning eller innehav för eget bruk.

Bejerot hävdade att man bör skilja på missbruk och beroende. På missbruksstadiet kan personen fortfarande viljemässigt styra sin konsumtion. När ett beroende har utvecklats antar det en driftsmässig prägel som finns kvar även om man tar bort de faktorer som initierade missbruket. "Individen förlorar då styrningsfunktionen över sitt giftbegär, beroendet tar överhanden och dominerar individen och hans livsföring".. Detta skulle dock inte tolkas som att drogmissbruk och drogberoende inte går att behandla. Beroendet är ett inlärt tillstånd det vill säga det är också möjligt att lära om, att lära sig att leva utan droger. Behandling av drogmissbrukare skall ha drogfrihet som mål, detta till skillnad mot andra debattörer som istället betonar minskning av skadeverkningarna (harm reduction på engelska).  Bejerot kritiserade till exempel konstruktioner med mångårig metadonbehandling av opiatmissbrukare i program som inte syftade till drogfrihet.

### Spridning av missbruk
Bejerot kritiserade också den i USA mycket kände sociologiprofessorn Alfred R. Lindesmith för att ha grundat sina tidiga slutsatser på djupintervjuer med missbrukare som nästan alla var av den terapeutiska typen. Lindesmith var en anhängare av "the British system" den fram till slutet av 1960-talet mycket liberala narkotikalagstiftningen i England. Under 1950-talet och fram till slutet av 1960-talet utförde brittiska privatläkare en mycket snabbt växande och omfattande legal förskrivning av opium och heroin till missbrukare med ett betydande läckage till den illegala marknaden. Ökningen beskrevs som en narkotikaepidemi.
Bejerot hävdade att bruket av narkotika sprids genom någon form av personliga kontakt med personer som redan använder narkotika. Bejerot använder ofta jämförelsen med epidemier i den vanliga medicinska betydelsen. Sådana epidemier kan bekämpas på flera sätt men ett vanligt sätt är att så snabbt försöka identifiera smittbärarna, isolera dem från kontakter med icke smittade och behandla dem under kontrollerade former. Chansen att begränsa spridningen är större ju tidigare man kan identifiera de smittade personerna och sätta in åtgärder. I den andra så kallade Brain-rapporten, en stor brittisk statlig utredning som kom 1965, beskrivs narkomani som en socialt smittsamt tillstånd (addction as a ...a socially infectious condition). Den närmast föregående stora utredningen i Storbritannien (år 1926) definierade problem med narkotikamissbruk som ett personligt och privat problem ("an individualised pathology"). Bejerot hänvisade ofta till erfarenheterna från England.
Den förändring i tankesätt som Bejerot, RNS och deras sympatisörer efterhand åstadkom i Sverige, kom att berättiga kriminalisering av bruk och aktiva åtgärder riktade mot basen i narkotikapyramiden – den enskilde drogkonsumenten som kan inkludera tvångsomhändertagande för vård, men även arresterande, böter och i undantagsfall fängelse. Detta var en uppfattning som kommit att kritiserats för att vara hårdhänt och inhuman. Helt enkelt att narkomanen var ett offer för sin sjukdom och att det var orättvist att bestraffa missbrukaren en extra gång, utöver själva missbruket. Nils Bejerot själv ansåg att denna typ av kritik förväxlade orsak och verkan. En liberal narkotikalagstiftning skulle skapa till en risk för en narkotikaepidemi som sedan skulle slå över i en rekyl med ännu hårdare lagstiftning.

### Önskvärda åtgärder
Det är ett missförstånd om man tror att Bejerots förslag till åtgärder enbart bestod av att sätta folk i fängelse. Han önskade, liksom RNS, att påföljderna skulle utvecklas. Enligt Bejerot kunde åtgärder som passade för en typ av missbrukare vara kontraproduktiva för en annan typ, till exempel genom att öka spridningen, trots att det handlade om samma substans. Se vidare artikeln narkomani. De borde bygga på villkorliga fängelsedomar som ålade missbrukaren att styrka fortsatt drogfrihet med urinprov, att följa distinkta föreskrifter alternativt ge missbrukaren möjligheter att i stället utföra samhällstjänst eller ingå kontrakt om behandling på någon godkänd institution. Om missbrukaren återföll i brott eller inte iakttog föreskrifterna skulle missbrukaren få avtjäna det utdömda fängelsestraffet. Uppföljning av andra myndigheter än polis och åklagare var också viktiga i hans perspektiv. I hans samtid var dock detta i Sverige så självklart så det fanns ingen anledning för Bejerot att föra någon omfattande polemik om att man bör göra åtgärder av typ stöd till familjer, föräldrar, rådgivning, frivillig vård och så vidare. Det han ville visa var att det inte räckte att erbjuda frivillig vård.  Missbrukare ofrivilliga att söka vård, smittbärarna, skulle identifieras och isoleras, omhändertas för tvångsvård om det var nödvändigt, för att skydda dem själva och  för att skydda andra medborgare. Bejerot föreslog att straffet för innehav av narkotika till ex. kunde vara skogsröjning i Norrland. Människor som inte lyckades göra sig fria sitt missbruk ville han betrakta som ”kroniskt smittsamma”.

### Återfall
Vidare framförde Bejerot en teori om varför många typer av behandlingar av narkomaner misslyckas. Han menade att narkomaner ofta söker vård utan att ha som avsikt ge upp sin djupa förälskelse i drogen. Deras syfte är istället att undkomma de negativa komplikationerna av drogen och att senare kunna ta ett återfall som en medveten handling.

### Alkohol och uteliggare
1982 gav Bejerot uppmärksamhet åt en intervju med kriminologen Leif Lenke i Stockholms-Tidningen på sin krönikeplats i Folket i Bild/Kulturfront. I den långa stycken citerade intervjun berättar Lenke om sina rön angående brottslighet bland invandrade finländska alkoholister, 1979 skall dessa ha svarat för hälften av alla gaturån i Stockholm. Detta ledde till en situation där Stockholms kommun till slut hade börjat vägra ge socialbidrag till invandrade finska alkoholiserade uteliggare och i en del fall ge dem en enkel biljett till Finland. Själv fyllde Bejerot i med sina erfarenheter från häktet, där han träffat många alkoholiserade finländska uteliggare. Bejerot och Lenke var så långt överens om beskrivningen av vad som hänt. Båda var överens om att hårdare tag och fler poliser i slutändan inte hjälpte mot människor som begår brott i en omöjlig och djupt krisartad situation.
Men Bejerot drog andra slutsatser av situationen än Lenke. Han accepterade inte att arbetslösheten var den avgörande förklaringen till alkoholismen och pekade på att Sverige på 1930-talet hade haft både hög arbetslöshet och få alkoholister. Orsakerna till detta ansåg han vara många men viktigast var den gamla arbetarrörelsens medvetenhet att alkoholen i sig är en folkfördärvare. De finska alkoholisterna tog sig till Sverige då "det är normlösare och generösare här".  Här fanns "gott om tid, gott om alkohol och gott om pengar". Bejerot använde sin historiska analys för att förklara sammanhangen: han var övertygad att människor tar ansvar först under ansvar, det vill säga att goda individer bildas genom växelverkan mellan kollektiv och individ. Utifrån den ståndpunkten kritiserade han den svenska socialpolitiken, som avskaffat nykterhetslagen till förmån för 1982 års socialtjänstlag. De gamla nykterhetsnämnderna hade avskaffats redan 1971. Enligt nykterhetslagen skulle olika åtgärder vidtas i en stigande skala. Först skulle myndigheterna försöka tala alkoholisten till rätta. Om inte det hjälpte utdelades en varning, och om inte heller det hjälpte skulle alkoholisten omhändertas för tvångsvård. I stället delade socialbyråerna enligt Bejerot ut pengar eller ville få alkoholisterna förtidspensionerade så att de slapp se alkoholisterna på socialbyråerna. Tills Sverige återfick en nygammal alkohol- och nykterhetspolitik måste polisen, enligt Bejerot, ändå "försöka garantera tryggheten på gator och torg". Några av hans kritiker har efter Bejerots död tolkat dessa fem ord som ett yrkande på höjda murar. Som Bejerot såg det samlade polis- och kriminalvård under början av 1980-talet ihop spillrorna av decenniers tanklösa ultraliberala socialpolitik, ett inte helt okontroversiellt omdöme om den förda politiken. Bejerot beskrev själv vilken alkoholpolitik han ville ha i en artikel strax innan sin död. Han ger där sitt stöd till ett återinförande av alkoholransonering med ett elektroniskt datakort med en inprogrammerad maximal tilldelning av 45 centiliter ren alkohol per månad, vilket motsvarar en hel och en halv flaska starksprit eller sex flaskor lättvin eller tre flaskor starkvin, lika för alla i myndig ålder.

### Stockholmssyndromet
Bejerot var i tjänst som konsult i sin funktion av polisläkare under Norrmalmstorgsdramat år 1973, där han bidrog med analyser av kidnapparnas psyke. Han kom snabbt fram till att den professionelle bankrånaren inte skulle ha något att vinna på att skada sin gisslan. Därmed hade polisen ett psykologiskt övertag redan från början. I enlighet med Bejerots råd beslutade regeringen att gå med på att förhandla men att aldrig gå med på någon flykt. Dramat slutade lyckligt på det sjätte dygnet genom att rånarna gav upp. I en efterföljande analys av gisslans reaktion myntade han begreppet Norrmalmstorgssyndromet, numera mest känt som Stockholmssyndromet; Begreppet 'Stockholm Syndrome'  har använts på miljontals sidor på Internet. Syndromet handlar om den bindning som uppstår mellan brottsling och offer i en gisslansituation, de känslomässiga relationer som utvecklas när dessa lever under livsfara tätt inpå varandra under flera dygn. Bejerot skrev i Fib/Kulturfront nr12/1981: ”En paradoxal intressegemenskap växer fram mellan gärningsmännen och deras offer. Den kan utveckla sig från förståelse till sympati och även medföra att offren utvecklar en stark emotionell bundenhet till sina herrar, det s.k stockholmssyndromet”. 

### Serier
År 1954 gav Bejerot ut boken Barn – Serier – Samhälle om seriehjältarnas övermänniskoideal och pekade på vad han uppfattade som våldsromantik, snedvridna kvinnoroller och rasism i serievärlden. Hans egna barn var då tre respektive två år gamla. Boken var i stort en anpassning av en amerikansk förlaga; Fredric Werthams Seduction of the Innocent.
Bejerot avfärdade förslag om regelrätt censur eller förhandsgranskning men var välvillig till lösningar som att reglera spridningen av alstren och sätta straffsatser på olämpligt innehåll – på samma sätt som man gjorde med pornografi vid denna tid – samt eventuellt införa åldersgränser. Så drastiska åtgärder rekommenderade han dock inte. Det ideala scenariot han såg framför sig var istället ett statligt eller inofficiellt granskningsråd med representanter från folkrörelser och fackförbund där de förläggare som så önskade kunde få sina produkter granskade. Godkända produkter skulle sedan få tryckas med rådets garantimärke på omslaget. Bejerot skrev att en civiliserad framtid skulle komma att förfäras över seriemagasinens epok.

### Eftermäle
Bejerots krav på nolltolerans uppfattades länge som extremt, men under sent 1970-tal skedde en omsvängning. Under 1980-talet var han en av Sveriges mest inflytelserika opinionsbildare. Han var tveklöst den som betytt mest för att vända svensk narkotikapolitik i restriktiv riktning, vilket också lett till att han blivit en omstridd person, både före och efter sin död. Han är också känd för att efter sitt arbete med Norrmalmstorgsdramat ha myntat den internationellt spridda termen Stockholmssyndromet. Långt efter hans död har hans böcker och artiklar påverkat debatten i Sverige om hur man skall se på drogberoende.

### Familj
Bejerot var far till fyra barn: docent Eva Bejerot (född 1951), journalisten Lena Bejerot (född 1952), Peter Bejerot (1955–1970) och psykiatern Susanne Bejerot (född 1955). Han avled till följd av lymfom efter en längre tids sjukdom.